# Hervormde kerk (IJzendoorn)
De Hervormde kerk  (ook: Catharinakerk) is een kerkgebouw in het Nederlandse dorp IJzendoorn, provincie Gelderland. De kerk wordt gebruikt door de Hervormde Gemeente te IJzendoorn.

## Geschiedenis
De oudste vermelding is van 6 april 1384, als heer Wolter van IJzendoorn en zijn zoon Willem de kapel van IJzendoorn verheffen tot een zelfstandige parochie. De grenzen van de nieuwe parochie vielen samen met die van de heerlijkheid IJzendoorn en de heren van IJzendoorn bezaten het collatierecht. Voor de heren van IJzendoorn was het belangrijk dat hun heerlijkheid een eigen kerk kreeg: de kerk van Echteld lag immers ver weg en zo kon het gebeuren dat inwoners van IJzendoorn soms geen biecht, doop of sacramenten ontvingen. Met een eigen kerk kon dit worden voorkomen. Ook speelde mee dat men niet wilde onderdoen voor de naburige heerlijkheid Echteld: een eigen kerk gaf de heren van IJzendoorn meer aanzien. De kapel werd afgebroken en er verrees een nieuw kerkgebouw.
De reformatie verliep aanvankelijk moeizaam, omdat de katholieke familie Pieck er voor zorgde dat de pastoor zijn werk kon voortzetten. In 1593 werd de pastoor tijdens een synode te kennen gegeven dat hij moest overgaan tot de gereformeerde kerk of moest vertrekken. Twee jaar later werd Arnt van Stelant aangesteld als eerste predikant van IJzendoorn.
In 1638 was er sprake van een vicarie van de heiligen Ewald, Johannes en Mattheus. De heren en vrouwen van IJzendoorn, op dat moment uit het geslacht Pieck,  bezaten het collatierecht voor deze vicarie.
In 1714 volgden herstelwerkzaamheden nadat een storm voor ernstige schade had gezorgd.
Tijdens de Tweede Wereldoorlog liep de kerk grote schade op. J.B. baron van Asbeck leidde de herstelwerkzaamheden die van 1949 tot 1955 plaatsvonden. De muren zijn daarbij van hun pleisterlaag ontdaan en de raamindeling van het schip is in oorspronkelijke staat teruggebracht.

## Beschrijving
De huidige kerk kent, afgezien van de kapel, geen oudere voorganger. Het lijkt erop dat de kerk volgens één plan is gebouwd, maar de verschillende delen zijn wel afkomstig uit andere tijdvakken. Het koor is het oudste deel en dateert uit de 14e eeuw.

### Schip
Het 15e-eeuwse eenbeukige schip bestaat uit vier traveeën. Aan de zuidzijde bevindt zich een uitgebouwd portaal met een leistenen dak. De ingang aan de noordzijde is dichtgemetseld. Vóór de Tweede Wereldoorlog had het schip een vlakke zoldering, maar tijdens de herstelwerkzaamheden is een houten tongewelf aangebracht.
In het schip is een middeleeuwse klokkengieterij aangetroffen. De restanten zijn overgedragen aan het Openluchtmuseum in Arnhem.

### Koor
Het koor is in de 14e eeuw gebouwd. Aan de noordzijde van het koor is in 1955 een consistoriekamer gebouwd. Hier bevond zich oorspronkelijk een sacristie, gezien het ontbreken van steunberen tegen dit deel van het koor. Bij restauratiewerkzaamheden zijn de funderingen van deze sacristie teruggevonden.
In de muren van het koor zijn aardewerken klankpotten aangebracht teneinde de akoestiek te verbeteren.
Het koor wordt afgedekt door een houten tongewelf.

### Toren
De 15e-eeuwse toren bestaat uit drie geledingen, afgedekt door een leien tentdak. Aan de zuidzijde is tot halverwege de tweede geleding een uitgebouwde traptoren aanwezig.
In de toren hangt een klok uit 1526. Deze klok is in 1856 door de kerk aangekocht en komt oorspronkelijk uit de Oosterkaaypoort van Edam. Tijdens de Tweede Wereldoorlog werd de klok gevorderd door de Duitse bezetter maar de klok is na de oorlog weer teruggevonden.

### Interieur
De preekstoel is afkomstig uit de 17e eeuw. De eikenhouten bank uit de 18e eeuw toont een alliantiewapen van Van Wijhe van Echteld en van Van Brakell. Ook zijn er diverse grafzerken aanwezig.
Er zijn restanten aangetroffen van muurschilderingen, maar die waren dermate gering dat ze niet zijn gerestaureerd.